# Volkssterrenwacht Bussloo

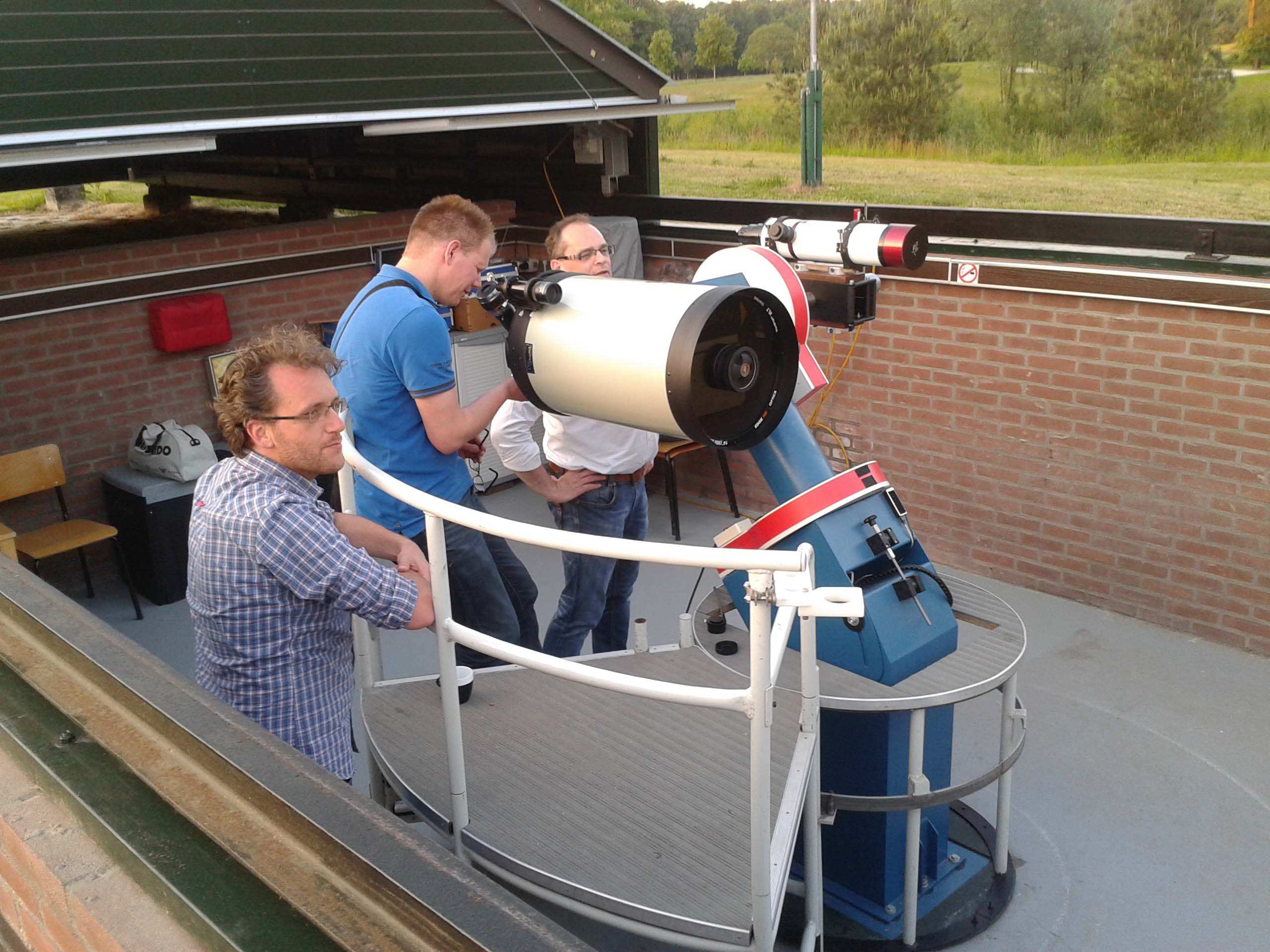
Foto van het observatorium met het hoofdinstrument van de Volkssterrenwacht Bussloo, een Celestron C14

Volkssterrenwacht Bussloo is gelegen in Bussloo, midden in de stedendriehoek Apeldoorn-Deventer-Zutphen (Nederland). De sterrenwacht is in 1973 ontstaan uit een initiatief van Piet Koning en Hans Luidens. De officiële opening vond plaats op 18 november 1975 tijdens een totale maansverduistering. De sterrenwacht draait volledig op vrijwilligers. Naar Piet Koning is in 2001 een planetoïde is genoemd: 9707 Petruskoning.

## Ligging
De Volkssterrenwacht Bussloo ligt in het recreatiegebied Bussloo, niet ver van de snelweg A1. De sterrenwacht is gevestigd in de monumentale boerderij ‘De Wijnbergenshof’, en ligt te midden van een landelijke omgeving. Hoewel de hemel ter plaatse nog relatief donker is, heeft de sterrenwacht in toenemende mate te kampen met lichtvervuiling van omliggende dorpen en steden.

## Organisatie en doelstelling
De Volkssterrenwacht Bussloo is een stichting en draait geheel op vrijwilligers, met als doel de sterrenkunde bij een breed publiek onder de aandacht te brengen, en tegelijkertijd amateursterrenkundigen de mogelijkheid te bieden hun hobby uit te oefenen.

## Publieksactiviteiten
De sterrenwacht is gedurende het hele jaar elke vrijdagavond geopend, ook bij slecht weer. De deur gaat om 19.30 uur open en om 20.00 uur begint er een er een dia- of multimediavoorstelling. De lezingen variëren van de algemene uitleg van het Zonnestelsel, zon, maan en planeten tot deep-sky, ruimtevaart en kosmologie, en zijn bedoeld om deze onderwerpen begrijpelijk en voor een breed publiek toegankelijk te maken. De Sterrenwacht beschikt over een voordrachtsruimte voor 60 personen met moderne audiovisuele apparatuur, een bibliotheek en een online weerstation.
Groepen zijn welkom op afspraak. De sterrenwacht is ook open tijdens bijzondere gebeurtenissen als zons- en maansverduisteringen, meteorenzwermen en landelijke manifestaties als de WetenWeek, de Nacht van de Nacht en de Landelijke Sterrenkijkdagen.
Daarnaast worden er cursussen gegeven over inleidende sterrenkunde en krijgen belangstellenden advies over aanschaf van telescopen.

## Sterren kijken
Buiten het hoofdgebouw, 60 m verderop in het veld, staat het observatoriumgebouw met afrolbaar dak. Daarin staat een C14 Celestron (36cm Schmidt-Cassegrain-telescoop) op een computergestuurde montering. Bij helder weer kan er door deze kijker naar de hemel worden gekeken.
Daarnaast beschikt de sterrenwacht over een waarneemplateau, dat telescoopbezitters uit de regio in staat stelt op een redelijk donkere waarneemplek gezamenlijk sterren te kijken.